# Umberto Castiglionesi
Umberto Castiglionesi detto Biba (Pozzuolo Umbro, 22 ottobre 1936 – Santo Domingo, 14 settembre 2017) è stato un fantino italiano.
Ha disputato il Palio di Siena in dodici occasioni, ed è entrato nella storia della corsa grazie alla vittoria per l'Istrice il 16 agosto 1958: quel giorno però la sua cavalla Uberta de Mores arrivò scossa al traguardo, dopo la caduta di Biba alla terza curva del Casato.

## La vittoria del 1958
La vittoria del 16 agosto 1958 è l'unica per Biba. Dalla mossa esce nettamente primo Biba, seguito dalla Giraffa; il primo giro è molto lineare: l'Istrice sembra in grado di controllare agevolmente la corsa, la Giraffa è sempre seconda, terza la Lupa. Alla terza curva del Casato però Biba ripete lo stesso errore commesso nel luglio 1958: allarga troppo la traiettoria e batte nei palchi cadendo rovinosamente. Uberta si ferma per un attimo e ricomincia a correre solo quando sopraggiungono i suoi inseguitori della Pantera (Ciancone) e Giraffa (Solitario) che non hanno più dietro la Lupa, caduta al Casato. L'arrivo è mozzafiato: Uberta de Moraes riesce a mantenere un minimo di vantaggio su Ciancone, che tenta di passare all'interno senza poter impedire il successo dello scosso dell'Istrice.

## Presenze al Palio di Siena
Le vittorie sono evidenziate ed indicate in neretto.
| Palio          | Contrada | Cavallo         | Note   |
| -------------- | -------- | --------------- | ------ |
| 2 luglio 1956  | Lupa     | Signorina       |        |
| 2 luglio 1957  | Aquila   | Gaudenzia       |        |
| 16 agosto 1957 | Oca      | Ravi II         |        |
| 2 luglio 1958  | Torre    | Uberta de Mores |        |
| 16 agosto 1958 | Istrice  | Uberta de Mores | scosso |
| 2 luglio 1959  | Leocorno | Tanaquilla      |        |
| 16 agosto 1959 | Torre    | Uberta de Mores | scosso |
| 2 luglio 1960  | Civetta  | Archetta        |        |
| 16 agosto 1960 | Civetta  | Vignola         | scosso |
| 16 agosto 1961 | Istrice  | Belinda         |        |
| 16 agosto 1963 | Tartuca  | Maseda          | scosso |
| 2 luglio 1964  | Selva    | Mimosa          |        |